# Mads Landbo
Mads Landbo, né le 30 septembre 2004 à Hørsholm au Danemark, est un coureur cycliste danois.

## Biographie
Mads Landbo commence le cyclisme par le VTT. Il prend sa première licence en 2014 au Holte MTB Klub, alors qu'il est âgé de dix ans.
En 2023, il intègre la réserve de l'équipe Uno-X Pro,. Bon sprinteur, il s'impose sur une étape du Baltic Chain Tour. Il termine également deuxième du  championnat du Danemark sur route dans la catégorie des espoirs (moins de 23 ans).

## Palmarès sur route
- 2022
  - 2e, 3e, 4e et 5e étapes du Youth Tour
  - 1re (contre-la-montre) et 3e étapes du Randers Bike Week juniors
  - 2e du championnat du Danemark de cyclo-cross juniors
  - 2e du Randers Bike Week juniors
  - 3e du championnat du Danemark sur route juniors
- 2023
  - 3e étape du Baltic Chain Tour
  - 2e du championnat du Danemark sur route espoirs
- 2024
  - 3e étape du Randers Bike Week
- 2025
  - 2e de l'Eschborn-Francfort espoirs